# Böhmische Hofkanzlei

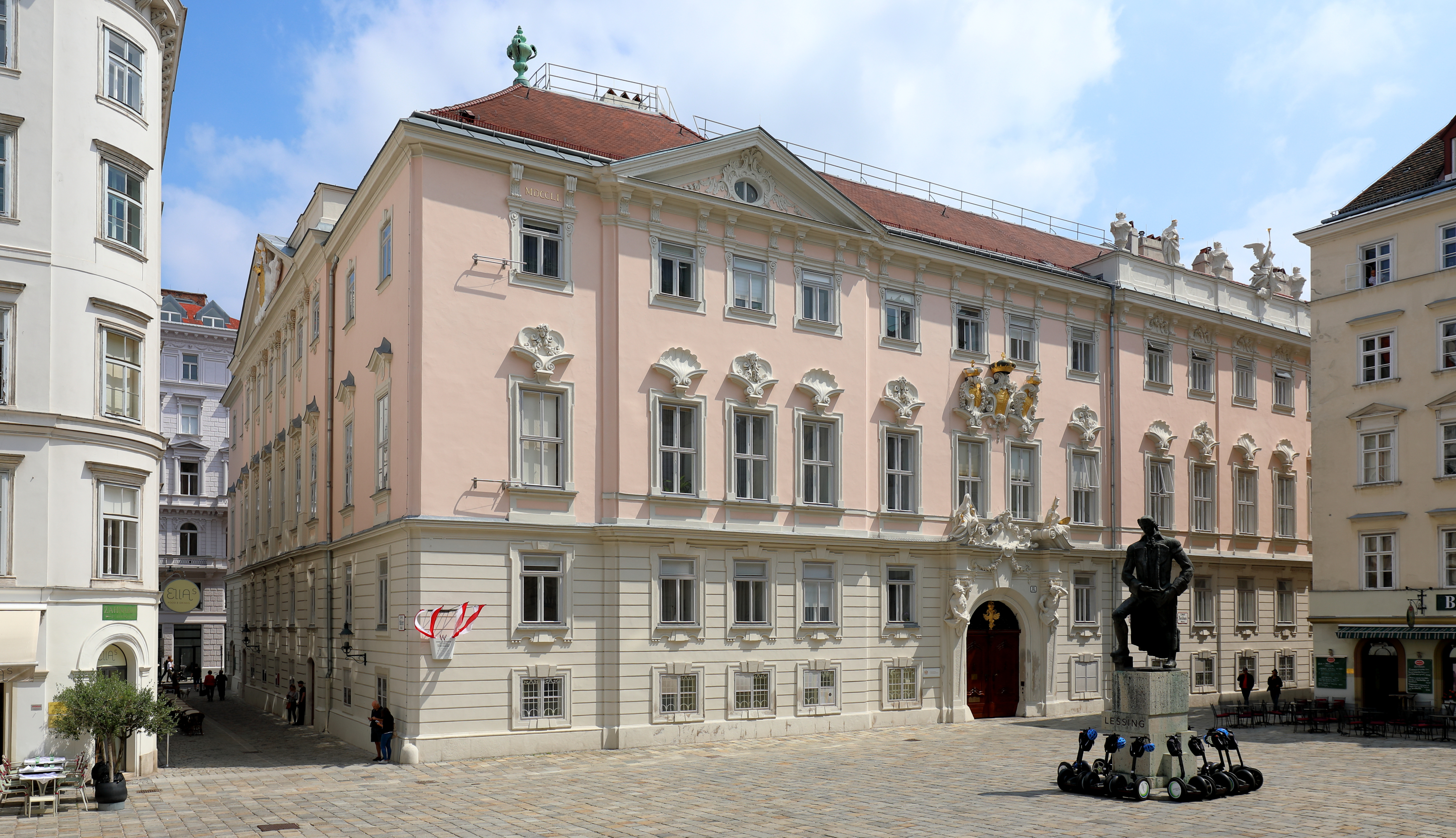
Böhmische Hofkanzlei am Judenplatz in Wien

Als Böhmische Hofkanzlei (Česká kancelář) wird zum einen die historische Behörde bezeichnet, der die Verwaltung der böhmischen Länder oblag, zum anderen ihr Amtssitz am Judenplatz in der Inneren Stadt in Wien, der heute den österreichischen Verwaltungsgerichtshof beherbergt.

## Die Behörde

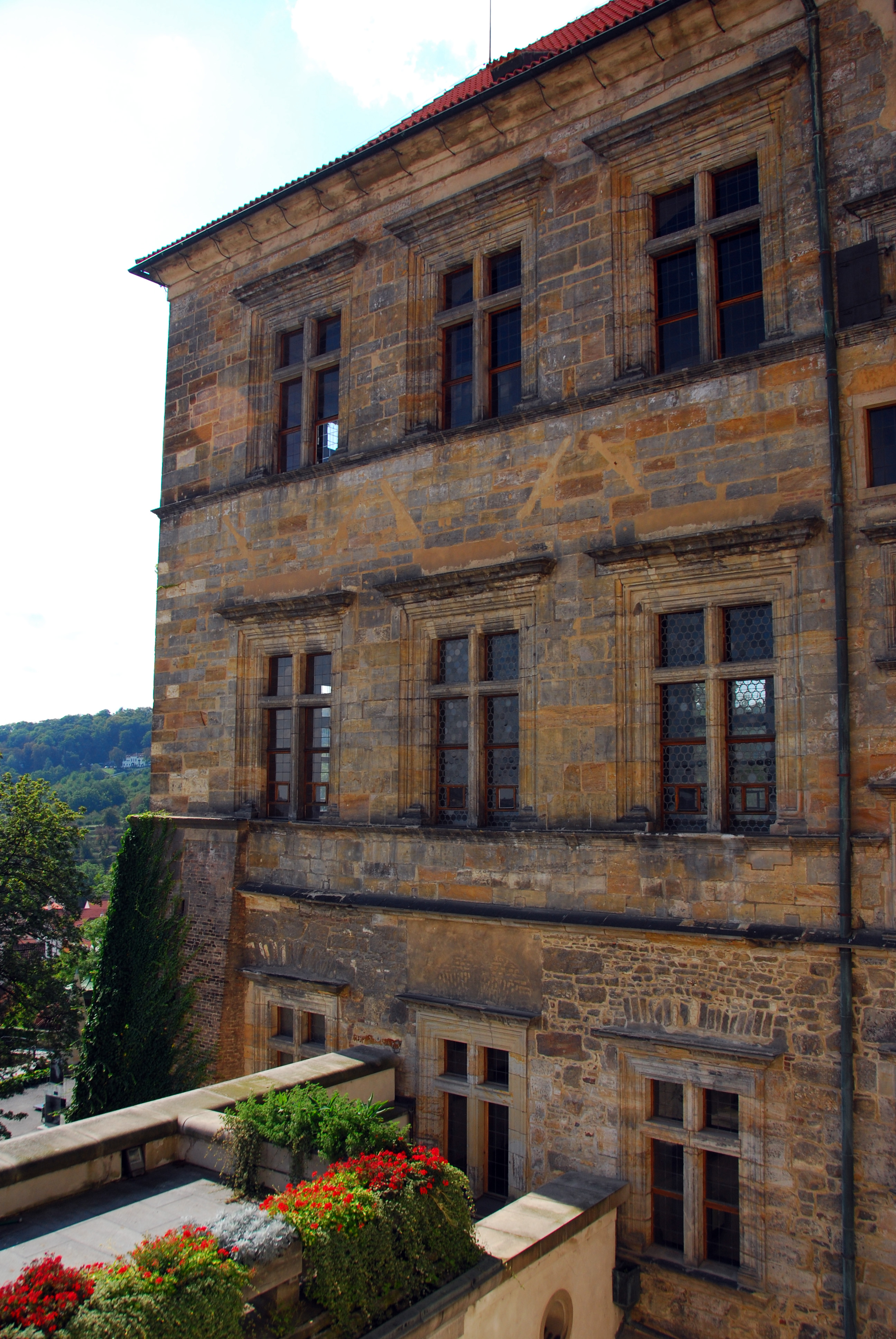
Ludwigsflügel der Prager Burg, der ursprüngliche Sitz der böhmischen Hofkanzlei

Da die böhmischen Stände eine von der österreichischen Kanzlei abgesonderte Einrichtung gewünscht hatten, wurde 1527 von Ferdinand I., der im selben Jahr zum böhmischen König gekrönt worden war, die Böhmische Hofkanzlei errichtet. Zum ersten Kanzler wurde 1526 der böhmische Oberstkanzler Adam von Neuhaus ernannt. Als Organ sowohl des böhmischen Königs als auch der böhmischen Stände administrierte die Kanzlei nämlich nicht nur die Agenden des Königreichs, sondern der gesamten böhmischen Ländergruppe, also eines im 14. Jahrhundert entstandenen, asymmetrisch aufgebauten Länderverbands, der Länder der Böhmischen Krone.
Der oberste Kanzler(Oberstkanzler)  des Königreiches Böhmen(supremus regni Bohemiae cancellarius) war das Haupt der Kanzlei und einer der höchsten Beamten des Landes (oberster Landesoffizier). Er musste dem böhmischen  Herrenstand angehören und wurde vom böhmischen König im Einvernehmen mit den anderen Oberstlandesoffizieren und den Beisitzern des Landrechts ernannt und sowohl auf den König wie auf das Land vereidigt. Die böhmische Kanzlei erhielt dadurch eine Art Doppelstellung; indem der Kanzler nicht nur königlicher, sondern auch Beamter des Königreichs Böhmen war, der Geschäfte zwar auf Befehl des Königs, aber unter Wahrung der Rechte der das Land für die im Böhmischen Landtag repräsentierenden Stände zu führen hatte.
In den Amtsräumen der böhmischen Kanzlei in der Prager Burg versammelten sich gewöhnlich die obersten Landesbeamten, die Oberstlandesoffiziere, um mit dem König oder in dessen Abwesenheit mit seinem Stellvertreter die Angelegenheiten des Königreiches zu beraten; auch sie, die berufenen Ratgeber des Herrschers, mussten wie der Kanzler „dem Herren- und Ritterstand und der Gemein“ des Königreiches den Eid geschworen haben. Wenn sie es für notwendig hielten, konnten sie sich durch Mitglieder des Land-, Kammer- und Hofrechtes und durch andere königliche Räte verstärken. Jeder Beisitzer dieser drei Gerichte und jeder königliche Rat konnte nach seinem Belieben übrigens auch ungerufen in der königlichen Kanzlei erscheinen und an den Ratssitzungen teilnehmen. In wichtigen Angelegenheiten berief der Herrscher den Kanzler und einige der Landesoffiziere an seinen Hof, ein Vorgang, der bis zur Übersiedelung Kaiser Rudolfs II. nach Prag in Übung blieb. Es ist natürlich, dass dabei der oberste Kanzler, als Landesoffizier ein verfassungsmäßiger Ratgeber der Krone, besonderen Einfluss auf die königlichen Entschließungen nehmen konnte, und naheliegend, dass er vom König vor Ausstellung bedeutsamer Rechts- oder Gnadenurkunden vernommen oder auch beauftragt wurde, sich mit Landesoffizieren oder anderen königlichen Räten über den Fall ins Einvernehmen zu setzen.
Die Tätigkeiten der Kanzlei waren vielgestaltig – Bestätigungsbriefe aller Art, Lehenbriefe, Adels- und Wappenbegnadungen, Machtbriefe, besonders solche, durch welche adeligen Leuten gestattet wurde, Testamente zu errichten, dann Mandate, auf die Bestellung von Vormündern, auf den Schutz und Schirm von Witwen und Waisen bezüglich, ausgefertigt. Die Kanzlei
konnte auf Befehl des Königs Herren, Ritter und Bürger königlicher Städte vor sich laden und zur Verantwortung ziehen. Die Landtagspropositionen nicht allein für Böhmen, sondern auch für Mähren und Schlesien wurden in der böhmischen Kanzlei in die Form gebracht, in der man sie den Ständen dieser Länder zum Vortrag brachte.
Es lag andererseits in der Natur der Sache, dass der oberste Kanzler sich nicht damit bescheiden wollte, fern vom König als einer der Landesoffiziere die Regierungsgeschäfte
zu besorgen und die Regierungskanzlei auf dem Prager Schloss zu leiten und dabei am Königshofe immer einflussloser zu werden. Bereits unter Kaiser Maximilian II. haben die obersten Kanzler Joachim von Neuhaus und Wratislav von Pernstein sich vorzugsweise am Hof des Königs aufgehalten.
Obwohl der Oberstkanzler seinen Sitz in Prag hatte, wo er amtierte, reiste er regelmäßig an den Hof nach Wien, wo seit dem Ende der 1520er Jahre eine böhmische Kanzlei beim Hofe mit einem Vizekanzler sowie einem böhmischen und einem deutschen Sekretär und Verwalter bestand, die auf Veranlassung des Königs und auch in dessen Abwesenheit die Angelegenheiten des Königreichs Böhmen von der Metropole aus erledigte. Die böhmische Kanzlei beim Hof arbeitete offensichtlich lange Zeit unabhängig von der österreichischen Hofkanzlei und war dieser nicht zugeordnet.
Der Einfluss des Herrschers in der böhmischen Kanzlei beim Hof wurde Anfang der 1540er Jahre bedeutend gestärkt, als Heinrich IV. von Plauen an ihre Spitze gelangte, den der König zugleich in den Geheimen Hofrat berief. Die Verbindung des höchsten Amtes in der königlichen böhmischen Kanzlei mit der Mitgliedschaft im Geheimen Rat wurde auch später beibehalten, als Joachim von Neuhaus (1554) und nach ihm Vratislav von Pernstein (1566) das Amt des böhmischen Oberstkanzlers übernahmen.
Eine weitere Institution im Grenzbereich zwischen der Macht des böhmischen Königs und der Stände, in der Ferdinand I. schon von Beginn seiner Herrschaft an seine Dominanz geltend zu machen suchte, war die böhmische königliche Kammer, die er der Hofkammer in Wien unterstellte.
Mit der Verlegung der kaiserlichen Residenz nach Prag durch Kaiser Rudolf II. verschmolzen dann böhmische Hofexpedition und Hauptkanzlei. Die böhmische Kanzlei erschien wieder als unbestrittener administrativer Mittelpunkt des böhmischen Ländergebietes und unter der Regierung Rudolfs II., der im Laufe der Jahre immer unzugänglicher wurde, bot sich ihr die Möglichkeit, ihre Befugnisse immer weiter auszudehnen und sich im Widerspruch zum herrschenden Recht missbräuchlich zu einer förmlichen, vor allem richterlichen Behörde aufzuspielen und auszugestalten.
Sitz dieser Hofkanzlei war zuerst der alte Königspalast auf der Prager Burg. Berühmtheit erlangten diese Räumlichkeiten insbesondere durch den Zweiten Prager Fenstersturz, der hier 1618 stattfand.

## Verlegung nach Wien
Nach Niederschlagung des Böhmischen Ständeaufstandes in der Schlacht am Weißen Berg 1620 wurde die Hofkanzlei nach Wien verlegt und allein dem böhmischen König unterstellt. Ihr Aufgabengebiet wurde beträchtlich erweitert. In der 1627 für das Königreich Böhmen erlassenen Verneuerten Landesordnung wurde die Böhmische Hofkanzlei zur Gerichtsinstanz erklärt. In der Hofkanzleiordnung von 1719 wurde sie sowohl als „unser königliches und landesfürstliches allerhöchstes Gericht“ als auch als „unsere letzte und höchste königliche Stelle“ bezeichnet. Die Hofkanzlei vereinigte alle Verwaltungs- und Justizaufgaben in ihrer Hand.
Als Ausdruck des böhmischen Partikularismus innerhalb der Habsburgermonarchie war die Böhmische Hofkanzlei bzw. ihr letzter Oberstkanzler Friedrich Graf Harrach ein erbitterter Feind der Zentralisierungsbestrebungen, die von Maria Theresias Berater Friedrich Wilhelm Graf Haugwitz ausgingen. Letztlich aber konnte Haugwitz obsiegen, und 1749 wurde die Böhmische Hofkanzlei aufgelöst; ihre Aufgaben sowie jene der zugleich aufgelösten Österreichischen Hofkanzlei wurden zwei neuen Behörden übertragen: dem Directorium in publicis et cameralibus sowie der Obersten Justizstelle. Im Jahr 1761 wurden beide Behörden zusammengelegt zur Böhmischen und Österreichischen Hofkanzlei. Sie fungierte nun etwa wie das Innenministerium der beiden Länder.
Unter Joseph II. ging die Hofkanzlei 1782 in der vereinigten Hofstelle auf. Diese Behörde wurde allerdings bereits 1791 wieder aufgelöst. Ab 1797 waren österreichische und böhmische Hofkanzlei wieder getrennt. Im Jahr 1802 neu geordnet, gab es erneut eine Vereinigte Hofkanzlei bis 1848. Ihre Kompetenzen gingen dann auf das k.k. Ministerium des Innern über.

## Das Palais

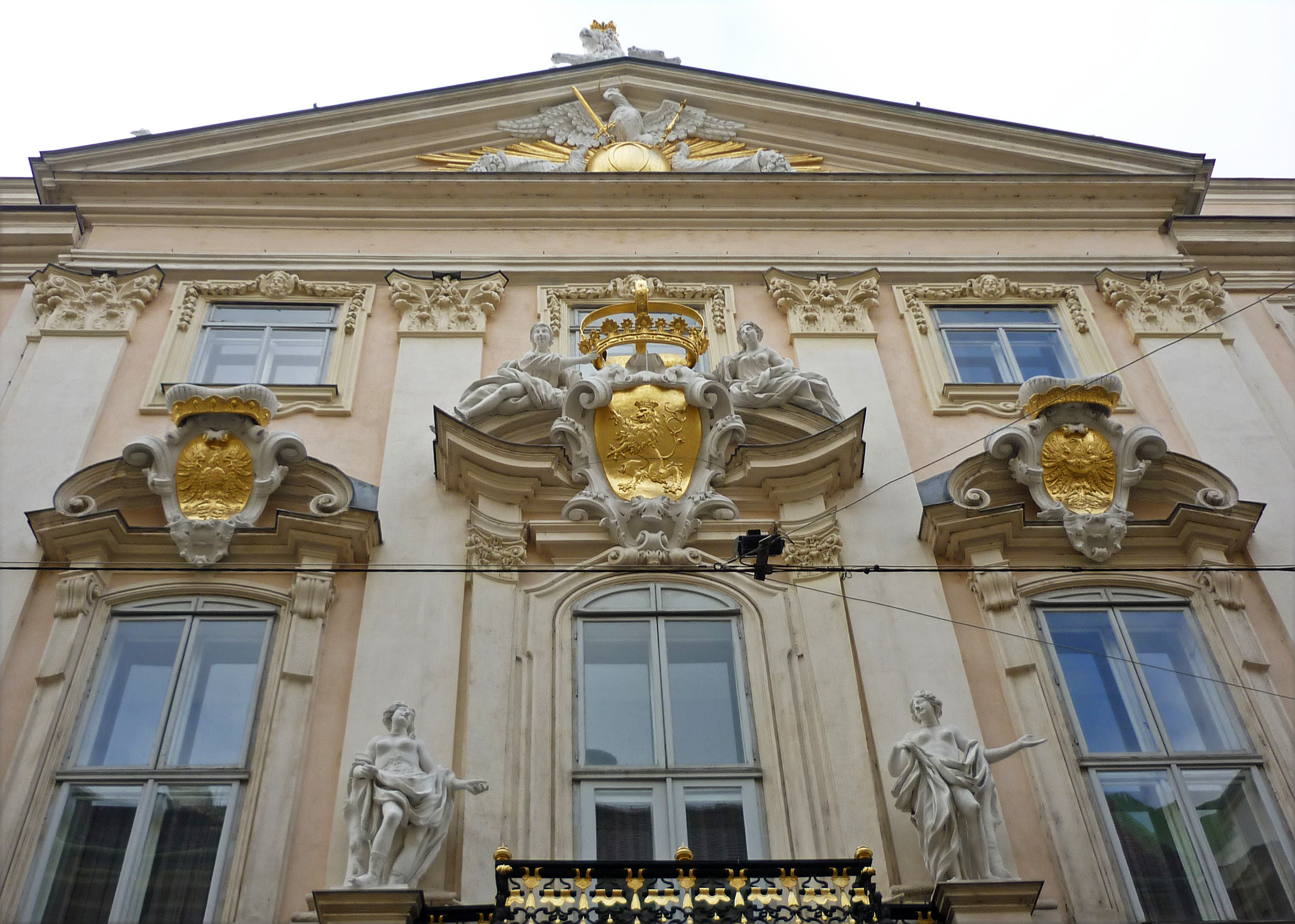
Fassade mit Wappen

Neben der (allgemeinen) Hofkanzlei bestand in Wien ab 1527 die gesonderte Böhmische Hofkanzlei. Sie war 1628 am Graben untergebracht, ab 1662 in einem Haus in der Wipplingerstraße. Zu ihrer Erweiterung wurden 1698 noch zwei und 1708 abermals zwei angrenzende Häuser erworben. und der böhmische Hofkanzler Johann Wenzel Graf Wratislav von Mitrowitz gab 1709 den Bauauftrag für den Bau. Der Bauplatz der Hofkanzlei liegt inmitten des ehemaligen Ghettos des mittelalterlichen Wiens, an das noch die Adresse Judenplatz erinnert. Hier standen die Synagoge, die Schule und das Bad.
Das Palais der Böhmischen Hofkanzlei wurde von 1709 bis 1714 nach Plänen von Johann Bernhard Fischer von Erlach auf der Wipplingerstraße errichtet. Es war der erste Bauauftrag für Fischer in Wien nach einer fast zehnjährigen Pause. Sein letztes Palais war das Palais Batthyány in der Renngasse gewesen, welches in spätbarockem Stil gehalten war. Mit der Böhmischen Hofkanzlei machte Fischer eine Kehrtwendung zurück zum Hochbarock bzw. zur antiken Formensprache, wobei auch sein langjähriger Italien-Aufenthalt wichtige Impulse gegeben hat, möglicherweise auch eine 1704 nicht sicher erfolgte Englandreise. So lässt insbesondere die vertikale Gliederung des Palais in drei Teile zu je drei Achsen ein palladianisches Schema erkennen. Doch wurde die kühle palladianische Gliederung durch reichen plastischen Schmuck mehr als aufgewogen. Insbesondere der Mittelteil, der zu einem Risalit mit Giebel ausgestaltet war, ließ auch mehrfach die ursprüngliche Zweckwidmung des Palais erkennen: durch einen Löwen (als dem böhmischen Wappentier), der auf dem Giebel thront, durch einen Löwenkopf, der das Eingangstor bewacht, sowie durch die Wappen der böhmischen Länder über dem Piano nobile. Steinmetzaufträge erhielten die Meister Giovanni Battista Passerini und Johann Georg Haresleben aus Kaisersteinbruch, harter Kaiserstein wurde insbesondere für die Löwen-Stiege verwendet. Unter dem Hofkanzler Leopold Anton Joseph Graf Schlick wurden die Arbeiten 1714 beendet.
Nach der Staatsreform von 1749 (siehe oben) bezogen die neuen, auch für die österreichischen Länder zuständigen Behörden Quartier im Fischer’schen Palais, das sich rasch als viel zu klein herausstellte. So wurden die restlichen Parzellen des Häuserblocks parallel zum Judenplatz hin aufgekauft, und Matthias Gerl wurde mit der Erweiterung des Palais beauftragt. In den Jahren von 1751 bis 1754 verdoppelte Gerl das Palais nach Westen hin symmetrisch, sodass das Palais in seiner ursprünglichen Hauptfront zur Wipplingerstraße nunmehr zwanzig Achsen mit zwei giebelbekrönten Risaliten aufweist. Besonderes Augenmerk schenkte Gerl aber auch der Rückfront, die nunmehr in den |Judenplatz hineinragte und so einen weit besseren Blick bot als die Hauptfront. Sie wurde mit 22 Achsen und insgesamt drei Risaliten ausgeschmückt, wovon nur die beiden äußeren giebelbekrönt waren. Steinmetzmeister Johann Michael Strickner aus Kaisersteinbruch lieferte die Stiegenstaffel für die Putten-Stiege.
Vorübergehend (von 1761 bis 1782) war im Palais auch die Oberste Justizstelle untergebracht.
Durch das Bombardement am 11. Mai 1809 erlitt das Gebäude schwere Schäden. 1822 entfernte man Statuen und Deckengemälde. 1848 zog nach Auflösung der Österreichisch-Böhmischen Hofkanzlei (Vereinigte Hofkanzlei) das neugeschaffene Innenministerium ein. Weitere Umbauten erfolgten im 19. Jahrhundert. Unter anderem wurde das Innere 1895/1896 von Emil von Förster neu gestaltet und erhielt damals im Wesentlichen sein heutiges Aussehen.
1945 wurde das Palais durch eine Fliegerbombe schwer beschädigt. Die Wiederaufbauarbeiten unter Erich Boltenstern wurden zu weiteren Adaptierungen benutzt, u. a. wurde damals die Fußgängerpassage in der Wipplingerstraße eingerichtet. Die Eingangstore zur Wipplingerstraße wurden damit funktionslos, heute betritt man das Palais über die Tore zum Judenplatz bzw. zur Jordangasse.
1924 zogen Dienststellen des Landwirtschaftsministeriums ein. Von 1946 bis 2012 hatte im Palais auch der Verfassungsgerichtshof seinen Sitz, zuvor von 1936 bis 1938 der hier von der Diktatur untergebrachte Bundesgerichtshof und von 1941 bis 1945 Außensenate des Reichsverwaltungsgerichts. Bis 2012 teilte sich der Verwaltungsgerichtshof diese Räumlichkeiten mit dem Verfassungsgerichtshof und verfügte daneben über einen Standort in der Jordangasse. Nach längeren Renovierungsarbeiten beschränkt sich der Amtssitz des Verwaltungsgerichtshofes seit 2013 auf das Palais am Judenplatz 11.
Streng genommen ist der Bau der Böhmischen Hofkanzlei kein Palais, da er nie Wohnzwecken einer adeligen Familie diente. Lediglich für den Chef der Behörde wurde eine Dienstwohnung eingerichtet, die aber auch nur zeitweise benutzt wurde. Dennoch wird die Böhmische Hofkanzlei in der Literatur häufig als eines der schönsten Wiener Barockpalais bezeichnet.

## Kapelle
Auf der Seite der Jordangasse befand sich die Theresienkapelle, die 1782 beseitigt wurde. Das einzige, was außer dem erst 1945 aufgedeckten Deckengemälde von der zerstörten Theresienkapelle geblieben ist, ist ihr Eingang in der Jordangasse. Er ist mit einem Relief geschmückt, das die Himmelfahrt Mariens darstellt.